# Mesarci
Mesarci (cyr. Месарци) – wieś w Serbii, w okręgu maczwańskim, w gminie Vladimirci. W 2011 roku liczyła 485 mieszkańców.